# Алексеев, Николай Кузьмич
Никола́й Кузьми́ч Алексе́ев (1886, Пермская губерния — после 1956 года) — эсер, делегат Всероссийского Учредительного собрания.

## Биография
Родился в 1886 году в селе Лайское Верхотурского уезда (Пермская губерния) или в Нижнем Тагиле в крестьянской семье.
Окончил Нижне-Тагильское горное училище, где получил среднее специальное образование. Работал горным техником.
Вступил в Партию социалистов-революционеров (ПСР) в 1904 году; был одним из организаторов Нижне-Тагильского комитета ПСР. Подвергался арестам в 1907 и 1914 годах, был сослан на поселение в Енисейскую губернию.
В 1917 году стал членом исполкома Нижне-Тагильского Совета, был избран делегатом Всероссийского съезда крестьянских депутатов и делегатом III съезда Партии Социалистов-Революционеров (25 мая — 4 июня 1917 года).
В том же году был избран в члены Учредительного собрания по Пермскому избирательному округу от эсеров и Совета крестьянских депутатов (список № 2). Участвовал в заседании-разгоне Собрания от 5 января 1918 года.
Судьба во время Гражданской войны, довоенных репрессий и Второй мировой войны не ясна.
Был арестован УМГБ 26 мая 1950 года в городе Щучинске Акмолинской области и осуждён Кокчетавским облсудом (18 июля 1950 года) на 10 лет по статьям 58-10 и 58-11 УК РСФСР. Реабилитирован 29 июня 1956 года Верховным судом Казахской ССР «за недоказанностью состава преступления».